# Naicam
Naicam est une ville de la Saskatchewan au Canada.

## Géographie
La localité de Naicam est située dans le sud-ouest de la province de Saskatchewan, à 224 km au nord de la ville de Regina.

## Toponymie
Le nom de Naicam est une contraction des noms Naismith et Cameron, constructeurs de la voie de chemin de fer de la région.

## Démographie
| 2006 | 2016 | 2021 |
| ---- | ---- | ---- |
| 690  | 661  | 651  |